# 少貳資元
少貳資元（1489年—1536年1月22日）是室町時代至日本戰國時代的戰國大名。少贰氏第16代當主。官位是大宰少贰。

## 生平
明應6年（1497年），父親政資和兄長高經被收到幕府發出的追討令的周防國大內氏攻滅後橫死。後來資元得到横岳資貞等舊臣和豐後大友氏的幫助而令少贰氏再度復興。
享祿3年（1530年），受到大內義隆命令的筑前守護代杉興連侵攻，不過在田手畷之戰中因為家臣龍造寺家兼等人的奮戰而將其撃退。但是此後龍造寺氏勢力抬頭，而少贰氏的勢力則漸漸衰退。而資元亦數次忍耐不斷侵攻的大內氏，並接受家兼的進言而與義隆結立和議，但是這個和議是謀略，天文4年（1535年），資元的領地全部被義隆奪去。
天文5年（1536年），得到大宰大贰官位的義隆令陶興房攻撃資元，最後資元自殺。兒子冬尚逃走並投靠蓮池城的小田資光（政光的父親），保留少贰氏的血脈。
還有，資元自殺的地方梶峰城亦是父親政資自殺的場所。

## 接受其偏讳的人物
- 江上元種（江上武种的叔父，为拥立资元做出了贡献）
- 小田元光（小田资光之子，小田政光之父）
- 少贰元盛（四男，資元自杀的时候当时只有1岁，于元服之际拜领亡父資元的1字）